# Legrand (Familienname)
Legrand ist ein französischer Familienname.

## Namensträger
- Alcide Legrand (* 1962), französischer Ringer
- Antoine Legrand (1629–1699), niederländischer Mönch, Missionar, Philosoph und Theologe
- Arthur Legrand (* 1991), belgischer Eishockeytorwart
- Augustin Legrand (Kupferstecher) (Augustin Claude Simon Legrand; 1765–1815?), französischer Kupferstecher, Zeichner, Autor und Verleger
- Augustin Legrand (Schauspieler) (* 1975), französischer Schauspieler
- Baptiste Alexis Victor Legrand (1791–1848), französischer Ingenieur
- Barbara Legrand (* 1983), deutsche Fußballspielerin
- Carlos María Enrique Diego Legrand (1901–1982), uruguayischer Botaniker
- Caroline Legrand (* 1970), französische Sängerin
- Christiane Legrand (1930–2011), französische Jazzsängerin
- Claude Legrand (* 1941), französischer Skilangläufer
- Claude-Juste-Alexandre Legrand (1762–1815), französischer General
- Daniel Legrand (1783–1859), Industrieller und Philanthrop
- Diego Legrand (Komponist) (1928–2014), uruguayischer Komponist und Musiker
- Edy Legrand (1892–1970), französischer Maler und Illustrator
- Émile Legrand (1841–1903), französischer Byzantinist und Neogräzist
- Fernand Legrand (1898–??), französischer Bobfahrer
- François Legrand (* 1970), französischer Kletterer
- Frédéric Legrand (1810–1870), französischer General
- Gérard Legrand (1927–1999), französischer Lyriker, Surrealist und Filmkritiker
- Gilles Legrand (* 1958), französischer Filmproduzent, Filmregisseur und Drehbuchautor
- Henri Legrand du Saulle (1830–1886), französischer Arzt, Neurologe, Psychologe und Schriftsteller
- Jacques Legrand = Jacobus Magni († um 1425), französischer Augustinermönch und Autor
- Jacques Legrand (Philatelist) (1820–1912), französischer Philatelist
- Jacques Legrand (Linguist) (* 1946), französischer Linguist und Anthropologe
- Jacques-Guillaume Legrand (1743–1807), französischer Architekt
- Jan Legrand (1936–2021), niederländischer Radrennfahrer
- Jean-David Legrand (* 1991), französischer Fußballspieler
- Joachim Legrand (1653–1733), französischer Historiker, Diplomat und Theologe
- Johann Lukas Legrand (1755–1836), Schweizer Politiker und Textilfabrikant
- Jozef Legrand (* 1957), belgisch-deutscher Architekt und Stadtplaner
- Léo Legrand (* 1995), französischer Schauspieler
- Lise Legrand (* 1976), französische Ringerin
- London LeGrand, US-amerikanischer Musiker
- Louis Legrand (Jurist) (1588–1664), französischer Rechtsgelehrter
- Louis Legrand (Theologe) (1711–1780), französischer Theologe
- Louis Legrand (Maler) (1863–1951), eigentlich Auguste Mathieu, französischer Zeichner und Druckgraphiker
- Louis Canon-Legrand (1860–1940), belgischer Industrieller
- Louis-Augustin Legrand de Laleu (1755–1819), französischer Rechtsgelehrter
- Lucienne Legrand (1920–2022), französische Schauspielerin
- Marc-Antoine Legrand (1673–1728), französischer Schauspieler
- Marcelo Legrand (* 1961), uruguayischer Künstler
- Marion Legrand (* 1992), französische Triathletin
- Maurice Étienne Legrand (1872–1934), französischer Schriftsteller und Librettist, siehe Franc-Nohain
- Michel Legrand (1932–2019), französischer Komponist, Pianist, Sänger und Arrangeur
- Milton LeGrand Wood, III episkopaler Bischof
- Mirtha Legrand (* 1927), argentinische Schauspielerin und Fernsehmoderatorin
- Paul Legrand (1816–1894), französischer Pantomime
- Pierre Legrand (Politiker, 1804) (1804–1859), französischer Politiker
- Pierre Legrand (Politiker, 1834) (1834–1895), französischer Politiker
- Pierre Jean-Baptiste Legrand d’Aussy (1737–1800), französischer Historiker, Romanist und Mediävist
- Pierre-Nicolas Legrand (1758–1829), französischer Maler
- Raymond Legrand (1908–1974), französischer Orchesterleiter und Komponist
- Serge Legrand (* 1937), französischer Biathlet
- Silvia Legrand (1927–2020), argentinische Schauspielerin
- Ugo Legrand (* 1989), französischer Judoka
- Wilhelm Legrand (1769–1845), Musiker, Komponist und Organisator der Militärmusik
- Wilhelm Legrand (Geistlicher) (1794–1874), Schweizer evangelischer Geistlicher
- Xavier Legrand (* 1979), französischer Schauspieler und Regisseur
- Yves Legrand (* 1935), französischer Fußballspieler